# 中橋駅
中橋駅（なかばしえき）は、石川県金沢市中橋町に存在した北陸鉄道金石線の駅である。1971年（昭和46年）に廃駅となった。

## 概要
金石線の始発駅で、国鉄金沢駅から南に約500 m離れた北陸本線の西側に位置し、金沢市内線の六枚町停留場とも約300 m離れており、中橋踏切や地下道を経由して徒歩で連絡していた。

## 歴史
- 1920年（大正9年）10月22日：金石電気鉄道の駅として開業。
- 1943年（昭和18年）10月13日：合併により北陸鉄道の駅となる。
- 1971年（昭和46年）9月1日：金石線全線廃止により廃駅。

## 駅構造
島式ホーム1面2線の旅客ホームと車庫線・留置線がそれぞれ2線があり、金沢駅の裏手と連絡線でつながっていた。

## 廃止後
駐車場となっていた跡地は区画整理によって線路跡の道路も含めて跡形もなくなってしまったが、駅跡から150mほど先の道路を横断した先からは、線路跡が歩行者専用道路として残っている。

## 隣の駅
北陸鉄道
金石線
中橋駅 - 長田町駅